# Contea di Lewis (New York)
La contea di Lewis (in inglese Lewis County) è una contea dell'area centro-settentrionale dello Stato di New York negli Stati Uniti. Il capoluogo è Lowville.

## Geografia fisica
La contea si trova nel centro-nord dello Stato. La parte orientale del territorio ricade nell'Adirondack Park che ha lo scopo di proteggere la natura dei Monti Adirondack e dell'area limitrofa. Il territorio della contea è prevalentemente collinoso e digrada verso occidente. Nell'area centrale scorre da sud verso nord-ovest il fiume Black, che drena una ampia parte del territorio. Nell'area meridionale riceve il fiume Moose da oriente, nell'area centrale riceve il Roaring Brook, l'Otter Creek e il fiume Independence e nell'area settentrionale riceve il fiume Beaver da oriente e il fiume Deer da occidente. Nell'estremo nord scorrono i due rami del fiume Oswegatchie. In quest'area è situato il lago Bonaparte. Nell'area sud-occidentale scorre verso ovest il fiume Salmon.

### Contee confinanti
- Contea di St. Lawrence - nord
- Contea di Herkimer - est
- Contea di Oneida - sud
- Contea di Oswego - ovest
- Contea di Jefferson - nord-ovest

## Storia
I primi abitanti del territorio furono i nativi Oneida di lingua irochese. Quando furono istituite le Province di New York nel 1683 l'area dell'attuale contea faceva parte della contea di Albany. La contea fu istituita nel 1805 separando il territorio che ne avrebbe fatto parte dalla contea di Oneida. Assunse questo nome in onore di Morgan Lewis a quel tempo governatore dello Stato.

## Comuni

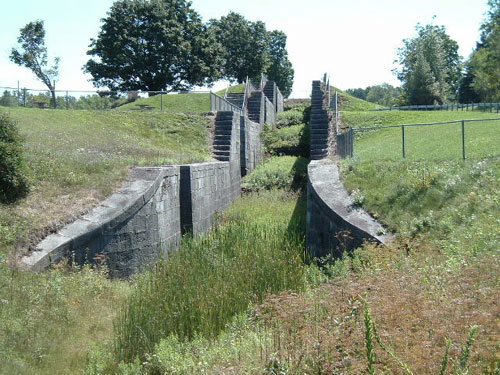
Quattro chiuse del canale abbandonato che fino agli anni Venti del Novecento collegava il fiume Mohawk con il fiume Black.

| - Castorland - village - Constableville - village - Copenhagen - village - Croghan - town - Denmark - town - Diana - town - Greig - town - Harrisburg - town - Harrisville - Lewis - town - Leyden - town - Lowville - town | - Lyons Falls - village - Lyonsdale - town - Martinsburg - town - Montague - town - New Bremen - town - Osceola - town - Pinckney - town - Port Leyden - village - Turin - town - Watson - town - West Turin - town |